# Orden de San Alejandro
La Orden de San Alejandro (en búlgaro: Орден "Свети Александър") era la segunda orden búlgara más elevada durante el Reino de Bulgaria. Fue establecida por el príncipe Alejandro I y nombrada en honor a su santo patrón (Alexander Nevsky).

## Historia
La orden fue establecida mediante un decreto el 25 de diciembre de 1881, en honor al santo patrón de Alejandro de Battenberg. Inicialmente se planeó que tuviera cinco grados y un collar pero más tarde fue constituida con cuatro grades y un Collar mayor y un Collar menor, y en 1908 fue añadida una Gran Cruz. Con el tiempo fueron añadidas las espadas para tiempos de guerra. La orden era concedida a ciudadanos búlgaros y extranjero con la benevolencia personal del monarca búlgaro, quien era el Gran Maestre.

## Descripción
La orden tenía una cruz pattée blanca con bordes dorados o plateados según el grado. En el colgante del anverso había una inscripción estilizada con el nombre de la orden y un anillo alrededor con el lema СЪ НАМИ БОГЪ (Dios con nosotros) con una corona de laurel. En el reverso había un fondo blanco con la inscripción 19 ФЕВРАЛЪ 1878 (19 de febrero de 1878) - la fecha de la firma del Tratado de San Stefano. Encima de la cruz había una corona real. El primer grado llevaba una cinta carmesí sobre el hombro derecho con una roseta en el borde. Tenía su propia estrella de plata de ocho rayos con el anverso de la orden situada en medio.
El Gran collar consistía de treinta medallones interconectados con leones coronados, alternados con el monograma del fundador, el Príncipe Alejandro I y ocho cruces ortodoxas. Hubo un collar especial con dos bastones de mariscal que pertenecía al zar Fernando I.
El Collar menor era similar al Gran Collar pero más pequeño en tamaño.
La Gran Cruz, establecida en 1908, era similar pero la cruz era esmaltada en verde y en medio del colgante se situaba un león coronado búlgaro. La estrella era de similar diseño con una anillo verde alrededor del león coronado con un fondo rojo.
Los otros grados eran como el primero pero más pequeños en tamaño. El sexto grado fue hecho en plata sin esmaltar.
Los sultanes otomanos Abdul Hamid II y Mehmed V respectivamente recibieron el Gran y el Pequeño Collar de la Orden de San Alejandro con diamantes. Ahora se conservan en la colección del Palacio de Topkapi en Estambul.

## Grados
- Gran Cruz de la Orden de San Alejandro, Gran y Pequeño Collar.
- I grado, Gran Cruz. Entregado a funcionarios del estado y personal militar. Era usado con una banda sobre el hombro.
- II grado, Cruz de Gran Oficial. La cruz era esmaltada en blanco, era llevada con una cinta roja y tenía una estrella.
- III grado, Cruz de Comandante. La cruz era esmaltada en blanco o verde, era llevada con una cinta roja y no tenía estrella.
- IV grado, Cruz de Oficial. La cruz era esmaltada en blanco, era llevada en el pecho con una cinta triangular roja con roseta, no tenía estrella.
- V grado, Cruz de Oficial. La cruz era esmaltada en blanco, era llevada en el pecho con una cinta triangular roja, no tenía estrella.
- VI grado, Cruz de Plata. la cruz era hecha de plata sin esmaltar, era llevada en el pecho con una cinta triangular roja, no tenía estrella.

## Galardonados
- Zahari Stoyanov (1850-1899) - I grado (2 de agosto de 1889)
- General de Infantería Danail Nikolaev (1852-1942) - I grado con diamantes (1907)
- General de Infantería Racho Petrov (1861-1942) - I grado sin espadas
- Teniente General Radko Dimitriev (1859-1918) - I grado con espadas
- General de Infantería Nikola Ivanov (1861-1940) - I grado con diamantes
- Teniente General Kiril Botev (1856-1944) - I grado con espadas
- Mayor General Sava Mutkurov (1852-1891) - I grado sin espadas
- General de Infantería Stiliyan Kovachev (1860-1939) - I grado sin espadas
- General de Infantería Nikola Zhekov (1865-1949) - I grado con espadas
- General de Infantería Georgi Todorov (1858-1934) - I grado con espadas
- General de Infantería Stefan Toshev (1859-1924) - I grado con espadas
- Teniente General Mihail Savov (1857-1928) - I grado con espadas
- General de Infantería Vasil Kutinchev (1859-1941) - I grado con espadas
- General de Infantería Velizar Lazarov (1868-1941) - I grado
- Teniente General Stefan Tsanev (1881-1944) - I grado sin espadas
- Teniente General Hristo Lukov (1887-1943) - III grado sin espadas y IV grado con espadas
- General Jovan Mišković (1844-1908) - I grado sin espadas
- Landgrave Felipe de Hesse-Kassel (1896-1980) - I grado, Gran Cruz[2]